# مراقد أنبياء اليهود في العراق
- مرقد النبي دانيال هو قبر يعتقد أن النبي دانيال دفن فيه يقع ضمن قلعة كركوك القديمة. بُني عليه معبد يهودي في البداية وتحول فيما بعد إلى كنيسة مسيحية ومن ثم وبعد دخول الإسلام إلى العراق تحول هذا المرقد إلى مسجد إسلامي.
- مرقد النبي حنينة (بالعبرية)، حنين ( بالعربية) أو شادراخ (بالكلدانية) هو أحد أنبياء اليهود. يقع مرقد النبي حنينة  في قلعة كركوك القديمة. بجوار مرقد النبي دانيال ومرقد النبي عزرا.
- مرقد النبي عزرا (بالعبرية) أو العزير (بالعربية) أو ابدنجو (باللغة الكلدانية) هو أحد أنبياء اليهود الذين عاقبهم الملك البابلي نبو خذ نصر بعد السبي ورماهم في النار، حسب الروايات العبرية القديمة. مرقد النبي عزرا في قلعة كركوك القديمة. يختلف علماء التاريخ في أصل هذا المرقد، إذ يعتقد بعضهم بان النبي عزرا قد توفي في بابل، في حين يعتقد آخرون أن النبي عزرا قد دفن في مدينة العمارة جنوب العراق.
- يعتبر النبي ناحوم ،حسب الإنجيل، أحد الأنبياء الأثني عشر الصغار. يُعتقد أن النبي ناحوم وُلد وتوفي في مدينة ألقوش بالموصل شمال العراق. يقع ضريح النبي ناحوم في ألقوش وعلى قبره كتابة بالعبرية تنص على أن بناءه الحالي جدد في سنة 5556 من التقويم العبري أي في سنة 1796 م من قبل عبد الله يوسف وساسون صالح داود ( وهو الجد الأكبر لعائلة ساسون اليهودية الشهيرة في العراق)